# El Aouana
El Aouana è un comune dell'Algeria, situato nella provincia di Jijel.

## Geografia fisica
Davanti alle sue coste si trovano i due isolotti che formano l'arcipelago delle isole Cavallo.